# Bedtime Stories
Bedtime Stories (с англ. — «Истории на ночь») — шестой студийный альбом американской певицы Мадонны, выпущенный 25 октября 1994 года. Мадонна сотрудничала с Далласом Остином, Babyface, Дэйв «Джем» Холлом и Нелли Хупером, решив перейти к ритм-н-блюз звучанию. Мадонна пыталась смягчить свой образ после выпуска нескольких откровенных сексуальных работ в начале десятилетия.

## Предыстория
В 1992 году Мадонна издала книгу «Секс» и выпустила альбом Erotica, неоднозначно воспринятые обществом из-за неприличного содержания: провокативных текстов о сексе и фотографий в жанре эротики. В тот же период певица снялась в эротическом триллере «Тело как улика». Эти произведения были раскритикованы как профессиональным сообществом, так и поклонниками исполнительницы. Мадонне ставили в вину провокации на сексуальную тему, считая, что «она переступила черту», в связи с чем её карьера должна была на этом закончиться. В начале 1994 года певица участвовала в телевизионном шоу Дэвида Леттермана, на котором также вела себя провокативно: использовала ненормативную лексику, запрещённую на американском телевидении, и вручила ведущему собственные трусы, попросив их понюхать. Эпизод этого шоу подвергся жёсткой цензуре, но одновременно имел очень большой рейтинг.
В начале того же года, Мадонна выпустила синглом песню «I'll Remember», входившую в саундтрек к мелодраме «С почестями». Композиция получила положительные отзывы от профессиональных критиков и была расценена, как первый позитивный шаг со стороны исполнительницы к тому, чтобы выправить свой имидж в глазах широкой публики.
Вспоминая этот период своей жизни, Мадонна говорила: «Кажется, меня тогда не поняли. Мне хотелось сделать высказывание о том, что нет ничего плохого в том, чтобы экспериментировать со своей сексуальностью, но люди почему-то подумали: все вокруг должны срочно бежать и заниматься сексом со всеми подряд, а я собираюсь это всё возглавить. Так что, я решила оставить в покое эту тему, так как все фокусировались не на том, в конечном итоге. Оказалось, секс — табу, и при этом настолько токсичного свойства, что я даже предположить не могла».
В течение 1994 года Мадонна начала запись своего шестого студийного альбома. Она привлекла к записи продюсеров музыки в жанре ритм-энд-блюз — Далласа Остина, Дэйва Хола и Бэбифейс, а также британского продюсера Нэлли Хупера. Сотрудничество стало редким в её карьере примером совместной работы с именитыми продюсерами и первым со времени её работы с Нилом Роджерсом при записи Like a Virgin в 1984 году. Мадонна объясняла, что во время записи хотела, чтобы люди больше внимания обратили на музыкальную составляющую и не желала заниматься рекламной кампанией. Она описывала альбом, как «сочетание поп-музыки, ритм-энд-блюза, хип-хопа и классической записи Мадонны» и добавляла, что «он очень, очень романтичный». В интервью журналу The Face исполнительница говорила о побудительных мотивах к записи и причинах привлечения к работе продюсеров, работавших в жанре ритм-энд-блюза:
«Я о многом размышляла тогда. Занималась самокопанием и, в итоге, меня охватило романтическое состояние, когда я писала [альбом], о чём я и высказалась… Я приняла решение, что мне нужно поработать с разными продюсерами. Альбом Бьорк был моим самым любимым в течение нескольких лет — он просто прекрасно спродюсирован. Ну и мне хотелось поработать с Massive Attack. Так что очевидно, он [Нелли Хупер] был в списке. Нелли был последним, с кем я работала и только тогда я поняла, как должен звучать альбом, так что пришлось пойти и переделать многое».

## Запись
Поначалу Мадонна начала запись альбома в сотрудничестве с Шепом Пэттибоном, спродюсировавшим её предыдущий релиз Erotica. Достаточно быстро она поняла, что они вдвоём снова делают музыку в том же духе, что ей совсем не подходило. В то время Мадонна была поклонницей песни Бэбифейс «When Can I See You», что вылилось в желание поработать с ним, так как ей хотела записать для альбома «роскошные баллады». Вдвоём они записали для альбома три песни на студии Бэбифейс в Беверли Хиллс. «Forbidden Love» и «Take a Bow» в итоге вошли в альбом. Вспоминая позже работу с Мадонной, продюсер говорил: «Я особо и не думал о всяких хит-парадах. Меня больше впечатляло то, что я работаю с Мадонной. Поначалу всё казалось нереальным, но потом завязывается знакомство, ты успокаиваешься и просто начинаешь работать. Ну и было весело». Бэбифейс описывал запись «Forbidden Love» так: «Она слушала минусовку и всё стало получаться само собой: мелодии и всё остальное… Всё оказалось намного проще, чем я предполагал».
Уже во время записи, Мадонна решила привлечь к работе Далласа Остина, спродюсировавшего на тот момент альбом The Pendulum Vibe американского артиста Джои, который рассказывал, что певица пыталась узнать, кто продюсер альбома и как он работает.
Мадонна также хотела добавить в музыку альбома черты британской танцевальной музыки, так как стиль даб начал входить в моду. Певица приняла решение поработать с несколькими европейскими продюсерами и композиторами в жанре электронной музыки, среди которых был и Нелли Хупер, понравившийся Мадонне своей «очень европейской чуткостью». После того, как Хупер приехал в Лос-Анджелес, запись проходила на студии Chappell Studios в районе Энсино. Исполнительница Бьорк согласилась написать для альбома песню, первоначально названную «Let’s Get Unconscious». Когда демо песни было готово, Хупер и аранжировщик Мариус Де Фриз переделали запись, в итоге получившую название «Bedtime Story».

## Музыкальное и поэтическое содержание
Bedtime Stories сильно отличался от предыдущих работ Мадонны, в частности тем, что его основным музыкальным стилем был ритм-энд-блюз. Первый трек на записи «Survival», описывался как «приятно модный номер», «в свободной форме рассказывающий о наказании, которое [певица] претерпела от средств массовой информации и как она справилась со сложившейся ситуацией». В тексте композиции содержались аллюзии на песню певицы «Live to Tell» 1986 года. Использовались дважды наложенные дорожки голоса и вокальные унисоны, была усилена ритмическая составляющая и скомпрессирован бас, в рамках музыкальной моды того времени. В тексте использован поэтический приём дуализма, как то: противопоставление ада и рая, верха и низа, ангелов и грешников.
«Secret» начиналась только с вокальной партии Мадонны, под аккомпанемент акустической гитары, задающей ритм и нисходящую гармоническую последовательность аккордов, после чего вступала необычная винтажная ритм-секция. На первой минуте песни вступала плотная перкуссия, поддерживаемая восходящей мелодической линией, сыгранной на одной гитарной струне и обработанной эффектом «вау-вау», звучащей в противовес нисходящей по аккордам ритмической гитарной партии. Ближе к концу песни, для разнообразия, добавлена струнная мелодия на высоких нотах. Композиционным центром песни стал вокал Мадонны, на котором акцентировано внимание.
В тексте «I’d Rather Be Your Lover» поэтический герой Мадонны жаждет недостижимого, перебирая все возможные варианты: «Я могу быть твоей сестрой, могу быть матерью, мы можем стать друзьями, я даже могу быть твоим братом». В песне использован музыкальный отрывок из композиции «It’s Your Thing», исполненной Лу Дональдсоном.
Песня «Don’t Stop» характеризовалась пульсирующим басом с чёткими звуками струнных, наложенными на музыкальный рифф из длительных музыкальных отрывков, сменяющихся глиссандо. «Inside of Me» начиналась в том же темпе, что и предыдущая песня. В инструментовке использовались гитары, звучащие легато струнные, стаккатный бас и джазовые клавишные. Вокал Мадонны звучал в низком регистре. Текст песни вызывал эротические ассоциации, особенно на словах припева: «Несмотря на то, что ты ушёл, любовь всё ещё продолжается», которые позже были интерпретированы, либо как обращение к умершей матери певицы, либо как к её когда-то потерянному возлюбленному. Струнные и как бы неожиданно возникающие звуки саксофона, делали песню схожей с музыкальным материалом альбома Erotica, особенно в моментах, где ударные затихали, как бы «обнажая» вокал Мадонны.
Музыковед Стэна Хоукинса считал, что в тексте «Human Nature» Мадонна противостояла шовинизму, приводя в пример строчки: «И мне не жаль, я не твоя сука, не перекладывай на меня своё дерьмо», которым вторили убранные на задний план строки: «вырази себя, не подавляй себя». В песне, содержащей плотный бас, закольцованный семпл ударных и четырёхаккордовую гармонию, Мадонна использовала носовой призвук в вокальной технике, напоминавший о стиле соул 90-х годов. Вместе с «Survival», композиция стала для артистки способом через поэзию избавиться от негативных эмоций, связанных с окружавшими её скандалами.
В тексте «Forbidden Love» Мадонна сравнивала воздержание с афродизиаком и оправдывала любые отношения, не считающиеся табу. Композиция записана в миноре, с шепчущими бэк-вокалами на заднем плане (один из голосов принадлежал Бэбифейс). В бридже песни вступала струнная секция. Инструментовка была минималистичной, чтобы акцентировать внимание на вокальной партии. Баллада «Love Tried to Welcome Me» была вдохновлена встречей Мадонны со стриптизёром в клубе и продолжала развивать тему фетишизации воздержания. Первые 42 секунды композиции звучала только струнная секция. В песне было создано мрачное и тоскливое настроение, а Мадонна в тексте утверждала, что её «притягивает грусть» и «одиночество никогда не было незнакомцем» для неё.
В «Sanctuary» Мадонна цитировала поэму Уолта Уитмена «Vocalism», объединяя в стихах песни темы любви и смерти. Музыкально песня включала элементы техно и имела атмосферное вступление с набором мистических шумов, звуков электро-гитары и редкими звуками струнных. Песня плавно перетекала в следующий трек, «Bedtime Story» — электронную композицию, в тексте которой лирический герой Мадонны задавался вопросом: «Слова бесполезны, особенно предложения. Они ничего не означают. Как они могут объяснить, что я чувствую?»
Закрывающая альбом «Take a Bow» — среднетемповая поп-баллада, с налётом ориентальной музыки. В припеве раскрывалась основная тема песни — прощание с возлюбленным, который не ценил лирического героя певицы. Название песни («Take a Bow» переводится, как «Поклонись»), обыгрывалось в строчках куплета: «весь мир — сцена и каждый играет свою роль», которые были отсылкой к пьесе Шекспира «Как вам это понравится», в частности к открывающим пьесу строкам: «Весь мир — театр. В нём женщины, мужчины — все актёры».

## Об альбоме
Как и его предшественник Erotica (1992), Bedtime Stories исследует лирические темы любви, печали, и романтики, но с тонированными вниз, меньшим сексуальным подходом. Критики описал альбом как «автобиографический». Последний сингл с альбома «Human Nature» рассматривает споры вокруг эротики, в то время как «Bedtime Story» была написана исландской певицей Бьорк. Bedtime Stories получил в целом благоприятные отзывы от музыкальных критиков, которые хвалили откровенные тексты альбома. Коммерчески, альбом оказался успешным. Дебютировав и достигнув третьей строчки на Billboard 200, альбом был сертифицирован трижды платиновым Ассоциацией звукозаписывающей индустрии Америки. Он присутствовал в первой пятерке в большинстве стран, возглавив чарты в Австралии.
С альбома было выпущено четыре сингла. Первый сингл «Secret» стал для Мадонны рекордом по количеству попаданий в первую десятку синглов в Великобритании, в то время как «Take a Bow» провел семь недель под номером один в Billboard Hot 100 (самый долгий срок пребывания в топ-чарте среди синглов Мадонны). Другие два сингла «Bedtime Story» и «Human Nature» были менее популярны. Тура в поддержку альбома не дали.

## Позиции в чартах
| Оценки критиков      | Оценки критиков |
| Источник             | Оценка          |
| -------------------- | --------------- |
| Allmusic             | [ 34 ]          |
| Robert Christgau     | [ 35 ]          |
| Entertainment Weekly | B+              |
| Rolling Stone        | [ 36 ]          |
| Slant Magazine       | [ 37 ]          |

Несмотря на большой успех сингла «Secret», который занял третье место в Billboard Hot 100, Bedtime Stories сошёл на мягкий старт. Он дебютировал под номером три в США Billboard 200, в первую неделю раскупленный в 145 000, достигая золотой сертификации после шести недель. Вскоре, однако, альбом стал терять позиции и спускаться с хит-парадов. Он не продержался до выхода второго сингла, «Take a Bow», и альбом сделал заметный отскок. Этот альбом был сертифицирован в конечном итоге трёхкратно платиновым в Соединенных Штатах. Он также был номинирован на премию Грэмми. В Великобритании, успех был умеренным, он дебютировал под номером два, после альбома Бон Джови Cross Road. В конечном итоге мировые продажи альбома составили 7 млн копий.

## Список композиций
| №   | Название                   | Автор(ы)                                                | Продюсер(ы)           | Длительность |
| --- | -------------------------- | ------------------------------------------------------- | --------------------- | ------------ |
| 1.  | «Survival»                 | Мадонна, Даллас Остин                                   | Нэлли Хупер, Мадонна  | 3:31         |
| 2.  | «Secret»                   | Мадонна, Остин, Шеп Петтибон                            | Мадонна, Даллас Остин | 5:03         |
| 3.  | «I’d Rather Be Your Lover» | Мадонна, Дэйв Холл, братья Айзли, Кристофер Джаспер     | Мадонна, Холл         | 4:39         |
| 4.  | «Don't Stop»               | Мадонна, Остин, Колин Вульф                             | Мадонна, Остин        | 4:38         |
| 5.  | «Inside of Me»             | Мадонна, Холл, Хупер                                    | Хупер, Мадонна        | 4:11         |
| 6.  | «Human Nature»             | Мадонна, Холл, Шон и Кевин МакКензи, Майкл Диринг       | Мадонна, Холл         | 4:54         |
| 7.  | «Forbidden Love»           | Бэйбифэйс, Мадонна                                      | Хупер, Мадонна        | 4:08         |
| 8.  | «Love Tried to Welcome Me» | Мадонна, Холл                                           | Мадонна, Холл         | 5:21         |
| 9.  | «Sanctuary»                | Мадонна, Остин, Anne Preven, Скотт Катлер, Херби Хэнкок | Мадонна, Остин        | 5:02         |
| 10. | «Bedtime Story»            | Хупер, Бьорк, Мариус де Райс                            | Хупер, Мадонна        | 4:53         |
| 11. | «Take a Bow»               | Кеннет Эдмондс, Мадонна                                 | Бэйбифэйс, Мадонна    | 5:21         |

## В записи принимали участие
- Мадонна (Madonna) — вокал
- Даллас Остин (Dallas Austin) — ударные, клавишные
- Бэйбифэйс (Babyface) синтезатор, бэк-вокал
- Донна Делори (Donna Delory) — бэк-вокал
- Никки Харрис (Nikki Harris) — бэк-вокал
- Сюзи Каттайама (Suzie Kattayama) — дирижёр
- Джесси Ливии (Jessie Leavey) — дирижёр
- Томми Мартин (Tommy Martin) — гитара
- Ми’Шель НдегеОселло (Me’Shell NdegéOcello) — бас
- Колин Уолф (Colin Wolfe) — бас

### Запись
- Продюсеры: Мадонна, Даллас Остин, Бэйбифэйс, Марьюс ДеВрис, Дэйв Холл, Нелли Хупер
- Инженеры по звуку: Майкл Фоссенкемпер (Michael Fossenkemper), Брэд Гилдерман (Brad Gilderman), Дэрин Приндл (Darin Prindle), Элвин Спайтс (Alvin Speights), Марк «Спайк» Стент (Mark «Spike» Stent)
- Сведение: Джон Гасс (Jon Gass), Дэниэл Эбрахам (Daniel Abraham)